# Piščanec (priimek)
Piščanec je priimek več znanih Slovencev:
- Anton Piščanec (1900–1961), rimskokatoliški duhovnik
- Elda Piščanec (1897–1967), slikarka, grafičarka, kiparka
- Just Piščanec (1865–1932), carinski strokovnjak in publicist
- Roža Piščanec (1923–2006), slikarka, ilustratorka